# Johann Konrad Fäsi
Johann Konrad Fäsi (* 26. April 1727 in Zürich, heimatberechtigt in Zürich; † 6. März 1790 in Flaach) war ein Schweizer Pfarrer, Historiker und Geograph.

## Leben und Familie
Fäsi schloss 1749 sein Theologiestudium an der Universität Basel ab. Von 1751 bis 1756 arbeitete er als Hauslehrer in Pfyn. Im Jahr 1758 kehrte er in seine Heimatstadt zurück und hielt dort historische Vorlesungen in der Helvetischen Gesellschaft. Im Jahr 1764 wurde Fäsi reformierter Pfarrer in Uetikon. In den folgenden Jahren veröffentlicht er sein Hauptwerk über die Eidgenossenschaft. Im Jahr 1776 wechselt er als Pfarrer nach Flaach, wo er am 6. März 1790 stirbt.
Fäsis Vater war der Buchbinder und Kaufmann Hans Jakob Fäsi (1696–1769). Regula, Tochter des Arztes Rudolf Lavater wurde 1765 seine erste Ehefrau. Drei Jahre später heiratete er Katharina, Tochter des Kaspar Hirzel «beim Tannenberg». Sein Sohn Johann Kaspar Fäsi (1769–1849) wurde Lehrer für Geographie und Geschichte und später Sekretär am Zürcher Obergericht. Der gleichnamige Enkel (1795–1848) diente als Generalleutnant in russischen Diensten.

## Werk
Fäsi entwarf sein Hauptwerk, eine vierbändige Staats- und Erd-Beschreibung der ganzen Helvetischen Eidgenossenschaft, nach dem Vorbild der politisch-statistischen Methode von Anton Friedrich Büsching (1769–1849). Es gelang ihm in vier Bänden einen vollständigen Überblick über Geographie, Geschichte, Staats- und Ortskunde der Schweiz zu geben. Seine weiteren Arbeiten mit  Schweizer oder universalgeschichtlichen veröffentlicht er als Monographien oder in Zeitschriften.
Schriften (Auswahl)
- Genaue und vollständige Staats- und Erdbeschreibung der ganzen helvetischen Eidgenoßschaft, derselben gemeinen Herrschaften und zugewandten Orten. Vier Bände. Orell, Gessner und Co., Zürich 1765–1768.
- Abhandlungen über wichtige Begebenheiten aus der alten und neuern Geschichte. Orell, Gessner und Co., Zürich 1763.
- Unterredungen verstorbener Personen über wichtige Begebenheiten der ältern, mittlern und neuern Geschichte. Gebauer, Halle 1777.
- Abhandlungen über die Geschichte des Friedensschlusses zu Utrecht zur Beendigung des spanischen Thronfolgekriegs. Weidmann, Leipzig 1790.